# Sebastián Nayar
Sebastián Ricardo Nayar (Buenos Aires, 10 maggio 1988) è un ex calciatore argentino, di ruolo centrocampista.

## Carriera
Ha giocato nella massima serie dei campionati argentino, spagnolo, greco e maltese.

## Palmarès

### Club

#### Competizioni nazionali
- Football League: 1

Larissa: 2015-2016
- Coppa di Malta: 1

Floriana: 2016-2017
- Supercoppa di Malta: 1

Floriana: 2017